# Terminal Promowy Świnoujście

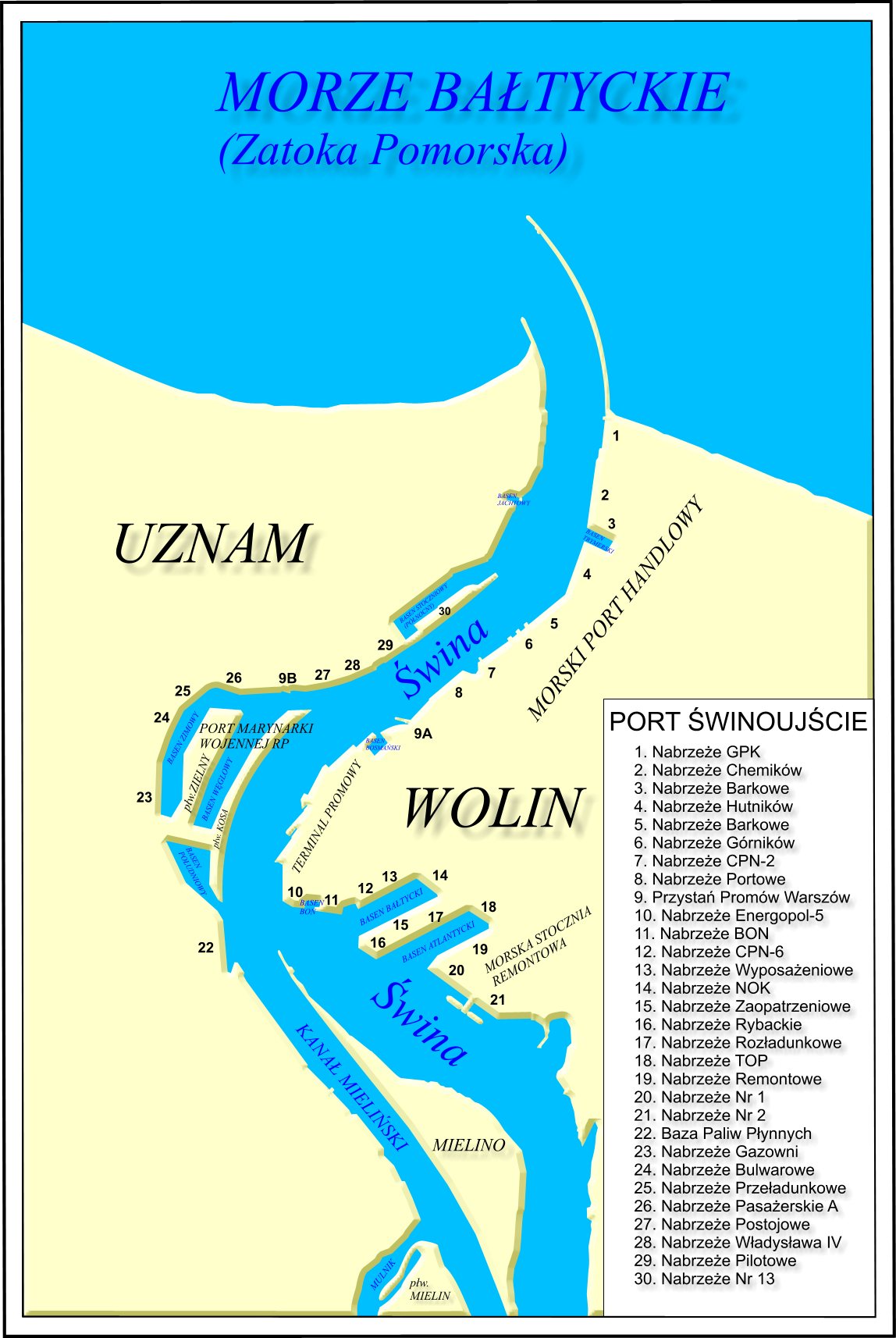
Plan portu morskiego Świnoujście z zaznaczonym Terminalem Promowym Świnoujście

Terminal Promowy Świnoujście Sp. z o.o. – spółka i terminal promowy nad Morzem Bałtyckim, położone we wschodniej części portu morskiego Świnoujście, na wyspie Wolin, w Świnoujściu, w części miasta Warszów. Jeden z czterech polskich terminali promowych (pozostałe znajdują się w Gdyni – Stena Line Terminal Gdynia i Gdańsku: Baza Promowa PŻB i Terminal Promowy Westerplatte).

## Historia
Pierwsze powojenne połączenie promowe ze Świnoujścia (przystań Odra Port przy stacji o ówcześnie tej samej nazwie) do Trelleborga uruchomiono 20 lutego 1948. Początkowo obsługiwały je trzy parowe statki pasażerskie bandery szwedzkiej (SS Starke, który zainaugurował przewozy na tej linii, oraz SS Drottning Victoria i SS Konung Gustav V) przystosowane do przewozu wagonów kolejowych, należące do Statens Järnvägar (SJ; szwedzkie koleje państwowe). SS Drottning Victoria i SS Konung Gustav V od listopada 1945 pływały na linii Trelleborg – Gdańsk, a następnie wraz z SS Starke pomiędzy 1946 a 1948 na linii Trelleborg – Gdynia, po czym przeniesiono je na linię do Świnoujścia. Promy obsługiwały także pasażerskie przewozy kolejowe, m.in. pociąg pasażerski Balt-Orient-Express od 1948 w relacji Sztokholm – Belgrad, a od początku lat 50. w relacji Sztokholm – Sofia, który w swoim składzie posiadał wagony bezpośrednie m.in. w relacjach Trelleborg – Praga. Do 1954, do momentu likwidacji linii, pływały na niej polski prom SS Kopernik, oraz szwedzka jednostka Vasa.
Żeglugę promową przywrócono w 1964 roku połączeniem Świnoujście – Rønne – Ystad obsługiwanym przez krótki czas przez duński prom MF Jens Kofoed. Później na linię wszedł zakupiony przez PŻM od Finnlines MF Gryf (ex Hansa Express, Finndana).
1 kwietnia 1977 terminal przekazany został przez Zarząd Portów Szczecin-Świnoujście Polskiej Żegludze Bałtyckiej – nowo powstałej firmie, która de facto już od 8 marca obsługiwała promy w Świnoujściu. Nosił wówczas nazwę Bazy Promów Morskich PŻB. 16 czerwca tego samego roku, przedsiębiorstwo uruchomiło kolejną linię – do Kopenhagi. W późniejszych latach oferowano również połączenia promowe na przedłużonej linii kopenhaskiej: do Felixstowe – w 1978 i Travemünde – na przełomie lat 1982/1983. W latach 1995–2000 działała linia Świnoujście – Malmö, zaś na przełomie lat 2002/2003 linia kopenhaska doczekała się kolejnej wariacji: Świnoujście – Ystad – Kopenhaga. 31 października 2010 zostały zamknięte bezpośrednia linia do Kopenhagi obsługiwana przez MF Pomerania oraz linia sezonowa na Bornholm. Teraz na Bornholm można dostać się dzięki taryfie Unity Line z przejazdu na trasie Świnoujście – Ystad z przesiadką na katamaran HSC Leonora Christina lub HSC Villum Clausen (ten w sezonie letnim) i nimi dotrzeć na Bornholm.
9 czerwca 1994 zakończono budowę nowego budynku Dworca Morskiego. PŻB była właścicielem terminalu do 2001 roku. Od 1 sierpnia 2001 terminal działa jako samodzielne przedsiębiorstwo będące własnością spółki Polskie Terminale z siedzibą w Szczecinie, w której 100% udziałów ma Zarząd Morskich Portów Szczecin i Świnoujście.
W 2015 roku terminal został rozbudowany o nowe nabrzeże, umożliwiające obsługę statków do długości 220 metrów.

## Połączenia
Z terminalu odprawiane są promy do Szwecji – do Trelleborga i Ystad.
| Linia                                       | Operator              | Czas podróży | Jednostki                                                                                  |
| ------------------------------------------- | --------------------- | ------------ | ------------------------------------------------------------------------------------------ |
| Świnoujście ↔ Trelleborg (od 5 lutego 2007) | TT-Line Unity Line    | 7 godz.      | MF Nils Dacke MF Galileusz, MF Gryf MF Wolin                                               |
| Świnoujście ↔ Ystad (od 1964)               | Polferries Unity Line | 7 godz.      | MF Mazovia, MF Baltivia, MF Cracovia, MF Jan Śniadecki, MF Kopernik, MF Polonia, MF Skania |

Do terminalu prowadzi droga krajowa nr 3, będąca jednocześnie częścią europejskiej trasy E65. Terminal posiada połączenia lądowe (drogowe i kolejowe) oraz wodne (poprzez tor wodny Świnoujście–Szczecin) ze Szczecinem i resztą kraju.
Terminal stanowi element polskiej infrastruktury transportowej, funkcjonując również jako morskie przejście graniczne Świnoujście. Jest istotnym węzłem komunikacyjnym transportu środkowoeuropejskiego, łączącym Skandynawię ze środkową i południową Europą; w przeszłości umożliwiał także połączenia promowe z Europą zachodnią.

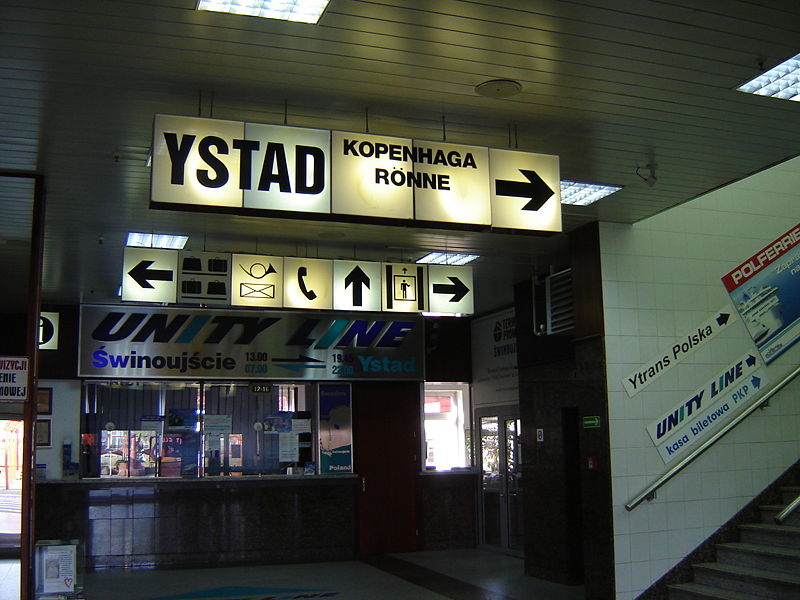
Widok terminalu wewnątrz
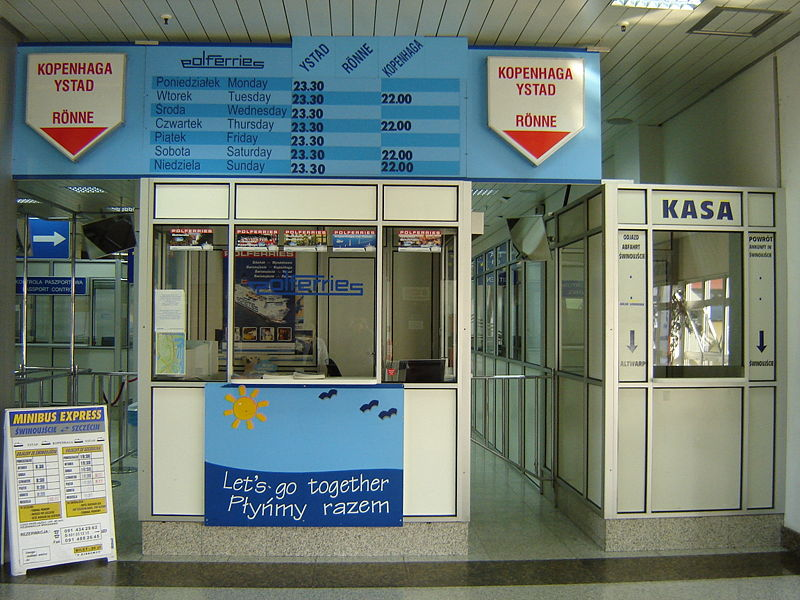
Terminal promowy – punkt odprawy celnej
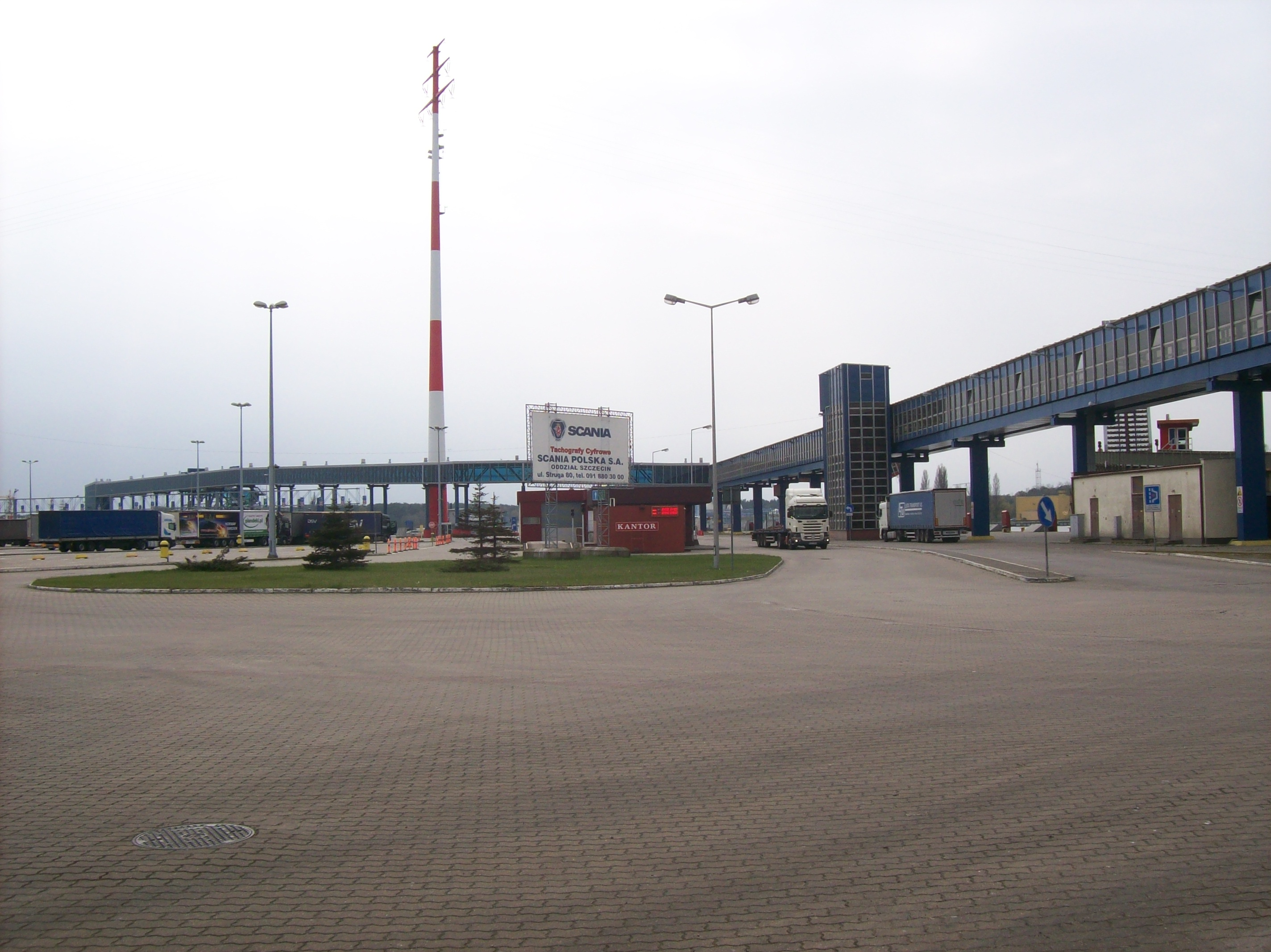
Nowo wybudowane nabrzeże Terminalu Promowego Świnoujście
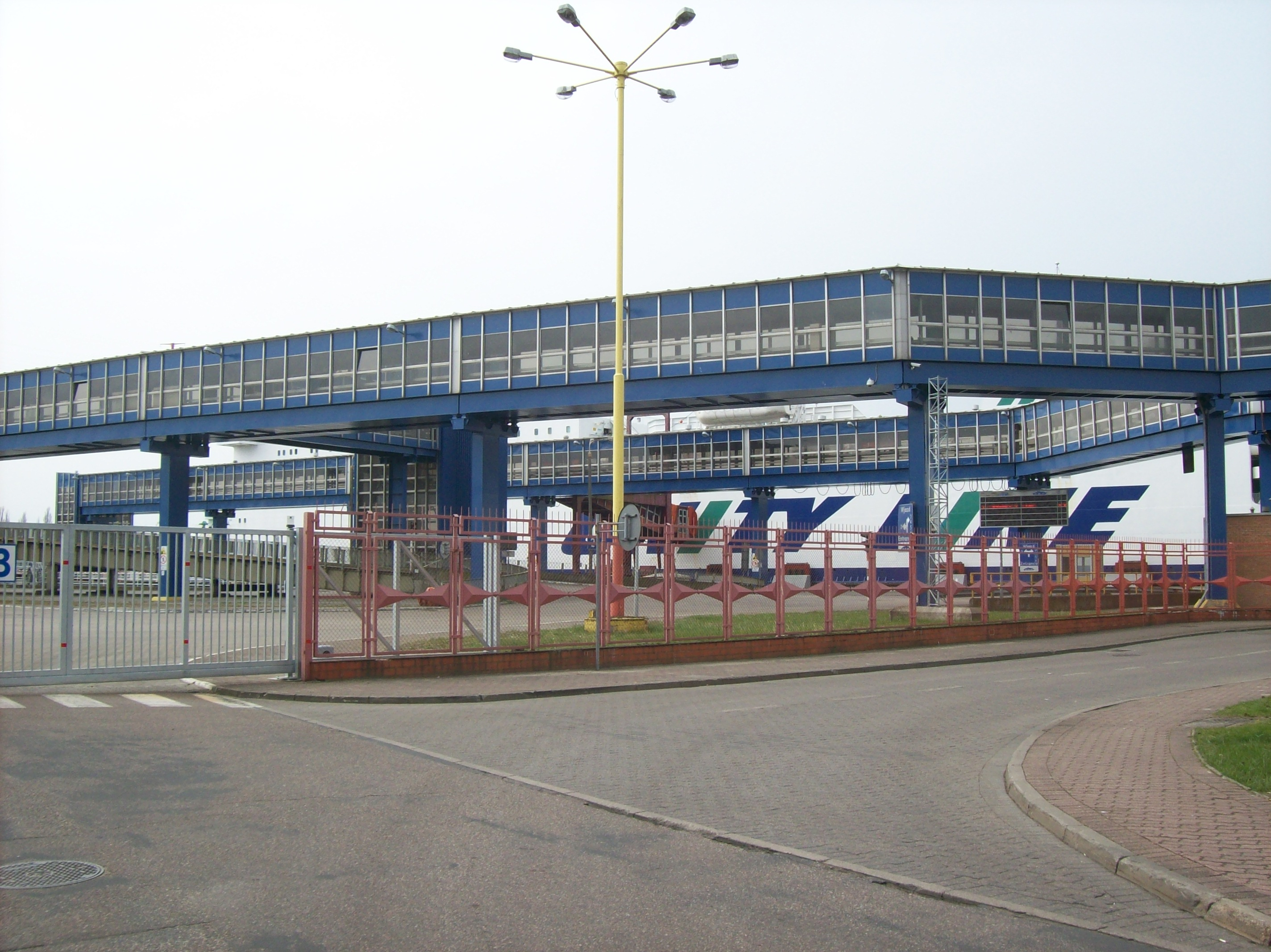
Nowo wybudowany fragment Terminalu Promowego Świnoujście
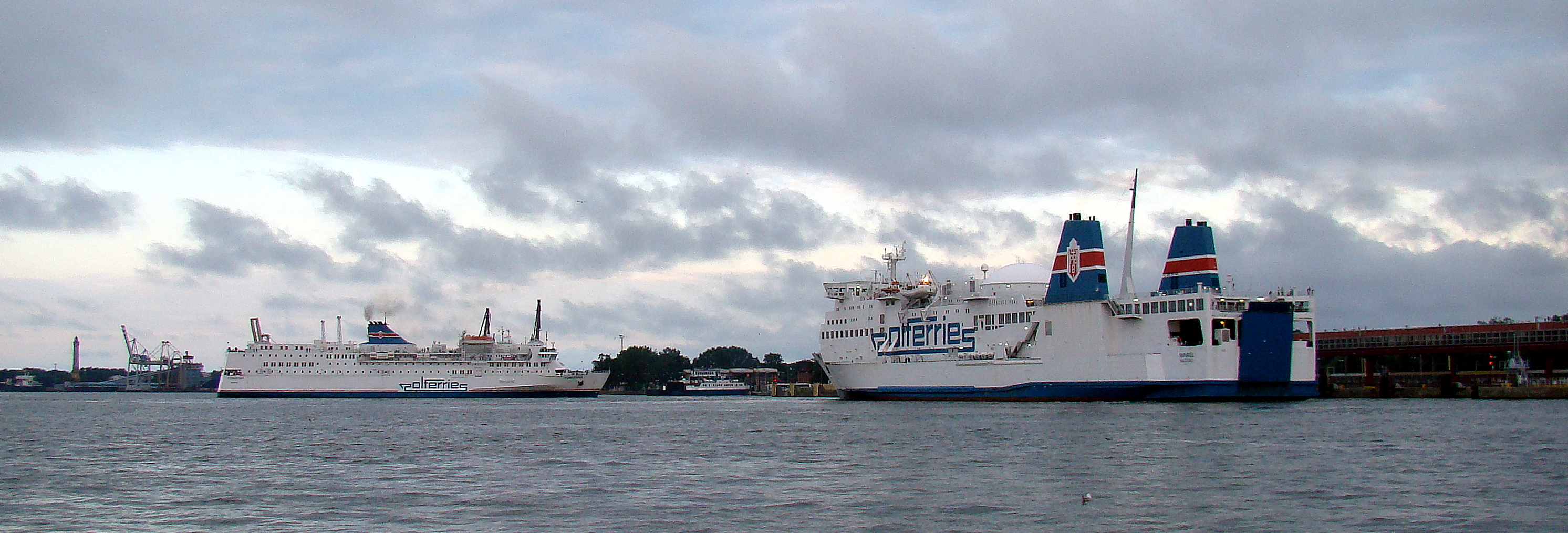
MF Wawel i MF Pomerania przed Terminalem Promowym Świnoujście

## Wyposażenie terminalu
| Nazwa nabrzeża | długość | głębokość | pasażerowie | samochody osobowe | samochody ciężarowe | wagony kolejowe |
| -------------- | ------- | --------- | ----------- | ----------------- | ------------------- | --------------- |
| Nabrzeże nr 1  | 242 m   | 13 m      |             |                   |                     |                 |
| Nabrzeże nr 2  | 193 m   | 11 m      |             |                   |                     |                 |
| Nabrzeże nr 3  | 194 m   | 9,5 m     |             |                   |                     |                 |
| Nabrzeże nr 4  | 184 m   | 9,5 m     |             |                   |                     |                 |
| Nabrzeże nr 5  | 196 m   | 9,5 m     |             |                   |                     |                 |
| Nabrzeże nr 6  | 154 m   | 9,5 m     |             |                   |                     |                 |

## Przeładunki w 2016[9]
- pasażerowie: 1 041 347
- samochody osobowe: 259 896
- samochody ciężarowe: 406 318
- wagony kolejowe: 9145
- ładunki netto: 9145 ton

## Możliwości przeładunkowe
Dziennie:
- 10 000 pasażerów
- 3000 samochodów osobowych
- 3000 samochodów ciężarowych
- 500 wagonów kolejowych
- 35 000 ton ładunków

Rocznie:
- 2–3 mln pasażerów
- 0,5–0,8 mln samochodów osobowych
- 0,5–0,8 mln samochodów ciężarowych
- 100 000 wagonów kolejowych
- 9 000 000 ton ładunków